# Campaea praegrandaria
Campaea praegrandaria là một loài bướm đêm trong họ Geometridae.